# Duguetia phaeoclados
Duguetia phaeoclados este o specie de plante angiosperme din genul Duguetia, familia Annonaceae. A fost descrisă pentru prima dată de Carl Friedrich Philipp von Martius, și a primit numele actual de la Paulus Johannes Maria Maas och H. Rainer. Conform Catalogue of Life specia Duguetia phaeoclados nu are subspecii cunoscute.